# Centre hospitalier de Saint-Denis
Centre hospitalier de Saint-Denis (CHSD) är ett allmänt sjukhus beläget i Saint-Denis, norr om Paris i Frankrike. Sjukhuset, som grundades 1925, är en viktig del av den offentliga sjukvården i Seine-Saint-Denis-departementet och betjänar en befolkning på över 400 000 invånare.
Sjukhuset erbjuder ett brett utbud av tjänster, inklusive akutvård, pediatri, kirurgi och psykiatri. Det har särskilt erkännande för sin mödra- och barnavdelning samt sin akutmottagning. CHSD samarbetar nära med Université Paris Cité för medicinsk utbildning och forskning.